# کیوان خسروانی
کیوان خسروانی (زادهٔ ۷ مرداد ۱۳۱۷) معمار، طراح داخلی و طراح مد، متولد تهران در ایران است.

## زندگی‌نامه
کیوان خُسرُوانی، معمار و طراح مد، متولد ۷ مرداد ۱۳۱۷ در تهران است. او که اکنون در پاریس زندگی می‌کند، تحصیلات بین‌المللی خود را در ایالات متحده آمریکا، ایران، فرانسه و ایتالیا پشت سر گذاشته است.
او ابتدا تحصیلات خود را در رشته معماری در سال ۱۳۳۶ در دانشگاه برکلی در ایالات متحده آمریکا آغاز کرد. پس از یک سال، به دلیل تمایل به اقامت در کشور خود، به ایران بازگشت. در سال ۱۳۴۱، تحصیلات خود را با درجه عالی در مقطع فوق‌لیسانس از دانشگاه تهران تحت نظر هوشنگ سیحون به پایان رساند. سپس با استفاده از بورسیه دولت فرانسه به مدت دو سال در مدرسه عالی هنرهای زیبای پاریس تحصیل کرد.
در سال ۱۳۴۳، اولین نمایشگاه انفرادی خود را از کروکیهایی که از معماری ایران و اروپا کشیده بود، در شهرک دانشگاهی پاریس برگزار کرد. کیوان خسروانی با جین درو Jane Drew و ماکسول فرای Maxwell Frye در پروژه دانشگاه شفیلد همکاری کرد. در سال ۱۳۴۵، دورهٔ حفاظت و ترمیم آثار باستانی، دوره‌ای تخصصی و ارائه شده توسط یونسکو، را در دانشگاه معماری رم به پایان رساند.
پس از بازگشت خود به ایران در سال ۱۹۶۶، در اولین جشن هنر شیراز- پرسپولیس شرکت کرد. او طراح نورپردازی تخت جمشید، حافظیه و همچنین طراح آمفی‌تئاترها برای این جشنواره بود. 
علاقه و احترام عمیق او به فرهنگ ایرانی، او را به ترویج موسیقی کلاسیک ایرانی برای تلویزیون ملی ایران سوق داد. به ابن ترتیب او به عنوان تهیه‌کننده داوطلب، نُه برنامه کنسرت سولو (اجرای تک‌ نفره)، برای هنرمندان و خوانندگان ایرانی به شبکه تلویزیون ایران ارائه داد.
او همچنین به دلیل علاقه‌اش به حفظ صنایع‌دستی سنتی ایرانی، سال‌ها را صرف مطالعه و کار بر روی «احیای پارچه بافی سنتی ایران» ؛ ابریشم اسکو، قلم کار، چشم دوزی اصفهان و سوزن دوزی بلوچستان (به همراه مهرمنیر جهانبانی) نمود. 
نتیجه این توجه ویژه و ترکیب آن با طبع و سلیقه منحصر به فردش، آن بود که به مدت ۱۳ سال، به عنوان خالق داوطلب و بدون دریافت دستمزد، برای طراحی لباس‌های رسمی ملکه فرح پهلوی و خانواده سلطنتی، ایفای نقش نمود. این امر، نقش مهمی را در احیای صنایع‌دستی و پارچه‌های ایرانی ایفا کرد، به گونه ای که به گفته خود کیوان خسروانی در یکی از مصاحبه هایش: "این امر هیچگاه بدون خواست ملکه ایران امکان پذیر نبود." به این ترتیب او توانست صنایع دستی ایران را با ذوق و مهارت خود، به سطح ویژه ای یعنی برای اوت کوتور اختصاصی سلطنتی ارتقا دهد که با معیار های اوت کوتور در دنیا برابری میکرد. 
در سال ۱۹۹۹، چهار لباس خلق شده او برای ملکه ایران، به موزه مد شهر پاریس - Palais Galliera، به عنوان بخشی از مجموعه دائمی این موزه، توسط شخص خودش، اهدا شدند.
در همین حال، او بوتیک‌های خودش به نام‌های Number One (نامبر وان) و Miss Number One (میس نامبر وان) را در تهران افتتاح کرد، که از طریق آنها توانست سبک پوشش نسل جوان ایرانی را متحول کند. 
در سال ۱۳۵۶، او برای اعتراض به تخریب بافت شهری عودلاجان به بهانهٔ نوسازی، نمایشگاهی از کروکی‌هایش را از محله‌های و بناهای ویران شدهٔ ایران در این محلهٔ قدیمی تهران برگزار کرد.
به گفتهٔ خودش، در اعتراض به خرابی‌هایی از این قبیل، ۱۳ سال از حرفه و تخصص اصلی خود دست کشید و به طراحی و فروش لباس پرداخت. اما با این حال در طول دوران حرفه‌ای خود، گاهی در زمینه معماری نیز بر روی چندین پروژه فعالیت و ایفای نقش کرده است.
یکی از پروژه‌های معماری او، «مهمانسرای نائین» است که به درخواست وزارت گردشگری، در سال ۱۹۶۷ در شهر نائین ساخته شد. او همچنین در سال ۱۹۶۹، به‌عنوان معمار داوطلب، کتابخانه‌ ای برای کانون پرورش فکری کودکان و نوجوانان، در محله گود زنبورک خانه (محله ای مردم‌نهاد در تهران) طراحی و اجرا نمود. علاوه بر این موارد، او ویلایی خانوادگی در محله فرمانیه در تهران را برای خانواده خود طراحی کرده بود که بعد از انقلاب اسلامی تخریب شد.
از زمان اسکانش در پاریس در سال ۱۹۷۸، یک سال پیش از انقلاب اسلامی در ایران، خسروانی فعالیت‌های فرهنگی خود را برای ترویج میراث ایرانی ادامه داده است. طی تبعید و در سال‌های اقامتش در پاریس، او بازسازی و طراحی داخلی آپارتمان قدیمی متعلق به ژرژ ساند را بر عهده گرفت. او همچنین معمار افتخاری پروژه «شبستان ایرانی» برای مسجد جامع شهر پاریس است (که یک بنای تاریخی از سال ۱۹۲۴ است). او در این طرح، زیر زمین مسجد را به شبستان ایرانی تبدیل کرده‌ است.

## نگارخانه

مهمان‌سرای نایین، ۱۹۶۷
کتابخانه کانون، ۱۹۶۸
ویلا فرمانیه، چند روز پیش از تخریب
فرح دیبا یکی از لباس‌های اوت کوتور طراحی شده توسط خسروانی را بر تن دارد.